# Катастрофа Ан-24 над затокою Сиваш
У понеділок 23 жовтня 1978 року внаслідок падіння в затоку Сиваш зазнав катастрофи Ан-24Б компанії Аерофлот, через що загинули 26 людей.

## Літак
Ан-24Б з бортовим номером 46327 (заводський — 97305504, серійний — 055-04) був випущений заводом Антонова 26 серпня 1969 року. Загалом на момент катастрофи авіалайнер мав 15 851 годин нальоту і 13 457 посадок.

## Катастрофа
Літак пілотував екіпаж 83-го літного загону у складі командира В. М. Дубиніна, другого пілота В. В. Юнкіна, штурмана В. Б. Латаліна та бортмеханіка В. О. Лісицина. У салоні працювала стюардеса Н. Р. Воробйова. Раніше в цей день екіпаж уже здійснив рейси за маршрутом Ставрополь — Грозний — Ставрополь. Тепер вони мали здійснити рейс 6515 за маршрутом Ставрополь — Кишинів — Львів. Загалом на борту перебував 21 пасажир. О 18:14 МСК Ан-24 вилетів зі Ставропольського аеропорту, а після набору висоти зайняв ешелон 2400 метрів і почав слідував запасною трасою 29Б (Геленджик — Тобечинське — Леніне — Омелянівка — Сімферополь).
Небо над Ставрополем було малохмарним, а видимість — понад 10 кілометрів. Але в районі Керчі й далі хмарність була вже суцільна з нижньою границею 600—800 метрів і верхньої 3000—3500 метрів. Вітер на висоті 2400 метрів був західний сильний (40—50 км/год). Крім цього, із наближенням до Сімферополя підвищувалася інтенсивність зледеніння.
О 19:39, коли Ан-24 летів на висоті 2450 метрів у хмарах уже близько 15 хвилин, з екіпажем зв'язався диспетчер аеропорту Сімферополь і на його запит пілоти повідомили: «Політ у хмарах, спостерігається зледеніння», а потім «Чималеньке зледеніння». Через хвилину екіпаж зв'язався з диспетчером і доклав, що в них відмовив лівий двигун, а ще через 14 секунд уточнив, що відмовили вже обидва двигуни, через що екіпаж вирішив знижуватися в бік суші. Після цього екіпаж на зв'язок уже не виходив.
О 19:40, через 1 годину 25 хвилин 31 секунд із моменту зльоту зі Ставрополя, у літаку майже одночасно, з інтервалом в 3,5 с, відмовили обидва двигуни, а повітряні гвинти автоматично зафлюгувалися. Тоді екіпаж зробив крутий лівий поворот у бік суші, водночас швидкість впала до 250 км/год, а потім спробував запустити лівий двигун. Двигун не запустився, але зате під час спроби виникла зворотна тяга, через що швидкість впала вже до 186 км/год: крім того, виник лівий крен в 45°. Авіалайнер вийшов на надкритичні кути атаки і по глибокій спіралі почав знижуватися, при цьому в нього почала рости поступальна швидкість. Виник пікіруючий момент, тому екіпаж потягнув штурвали на себе до упору; це спричинило збільшення кутової швидкості. На висоті близько 500 метрів літак зробив повний розворот на 360° навколо поздовжньої осі. О 19:41, через півтори хвилини з моменту зупинки двигунів, Ан-24 з поступальною швидкістю 490 км/год і вертикальною 90 м/с під кутом близько 50° носовою частиною й лівою площиною крила урізався в поверхню затоки Сиваш і зруйнувався. Усі 26 людей у літаку загинули.
Літак виявили наступного дня: він затонув на глибині 2,5 м у 24 км на південний схід від села Ємельянівка. Хоча шар води мав висоту лише 2,5 м, далі на глибину 4,5 5 м ішов шар м'якого мулу. Роботи з підйому уламків почалися вже в день виявлення і здійснювалися практично в нульовій видимості до 18 листопада, коли був піднятий лівий двигун. Усі найбільші уламки та бортові самописи були підняті на поверхню.

## Причини
За даними розшифрування даних бортового самописа МСРП-12-96, упродовж 79 хвилин польоту (крім перших 7 хвилин) було встановлено, що протиобліднювальну систему (ПОС) крила й хвостового оперення екіпаж не вмикав, ПОС двигунів не вмикалося аж до 3-ї хвилини з кінця запису (падіння у воду), а чи вмикалася вона протягом наступних 1,5 хв до зупинки двигунів, визначити було неможливо. Кран відбору повітря на обігрів вхідних напрямників апаратів і повітрозабірників лівого двигуна під час підйому з води перебував у відкритому стані, але на бортових самописах не було зафіксовано його відкриття, тобто він міг бути відкритий або протягом перших 7 хв, або в період між 3 і 1,5 хв до кінця запису.
Для визначення причин катастрофи комісія здійснила літні й стендові випробування двигунів в умовах зледеніння. Під час літних випробувань перше скидання льоду (товщиною 40 міліметрів) у двигун відбувся через 1 хвилину й більше після вмикання обігріву й не викликало автоматичного флюгування повітряного гвинта. На стенді скидання льоду призводило до автофлюгування повітряного гвинта через 40 45 секунд після включення ПОС двигуна. Літне випробування з льодом товщиною 65 мм привело до скидання льоду й миттєвої зупинки двигуна з автоматичним флюгуванням гвинта. Було також відзначено, що на лопатках ВНА і першому ступені компресора під час потрапляння льоду не залишалося жодних деформацій або забоїн.
За результатами робіт комісія дійшла висновку, що одночасна зупинка двигунів, яка призвела до катастрофи, була, імовірно, зумовлена зледенінням повітрозабірників і вхідних напрямників апаратів із подальшим скиданням льоду в газоповітряні тракти двигунів унаслідок того, що екіпаж увімкнув їх обігрів надто пізно. Комісія також відзначила, що в Посібнику з літної експлуатації були відсутні рекомендації щодо дій у разі відмови обох двигунів у польоті, а програма тренувань екіпажів по діях у таких умовах (ніч, політ у хмарах в умовах зледеніння) була відсутня, що й посприяло перетворенню аварійної ситуації на катастрофічну.